# Myriozoella plana
Myriozoella plana is een mosdiertjessoort uit de familie van de Myriaporidae. De wetenschappelijke naam van de soort is voor het eerst geldig gepubliceerd in 1859 door Dawson.